# Paul-Louis Roubert
Pour les articles homonymes, voir Roubert.
Paul-Louis Roubert, né à Reims en 1967, est un historien de la photographie français.

## Biographie
Fils de Jean-Loup Roubert, il est titulaire d'un doctorat en histoire de l'art obtenu à l'Université Paris I. Membre de la Société française de photographie (SFP), il en assure la présidence depuis le 17 décembre 2010 et il a également collaboré au Bulletin de la SFP. Il est aussi membre du comité de rédaction de la revue Études photographiques depuis sa création, en 1996.
Chargé de cours dans de nombreuses universités françaises, il est maître de conférences à l'université Paris VIII et chercheur invité à la Bibliothèque nationale de France.
En 2006, il a obtenu la bourse Louis Roederer pour la photographie.

## Publications
Il a publié plusieurs articles sur l'histoire de la photographie et un ouvrage en 2006, L'image sans qualités, aux éditions du Patrimoine. 
Au travers des expositions de la vitrine à la Société française de photographie, relayées par la rubrique en ligne Vite Vu qu'il a développée, Paul Louis Roubert est en "contact nécessaire" avec des artistes et photographes contemporains pour lesquels l'histoire à un intérêt central. Stanislas Amand, Florian Ebner (de) et Arno Gisinger en sont trois figures  principales.  